# JLS
JLS (um acrônimo de Jack the Lad Swing) foi uma boyband britânica, que foi a segunda colocada da quinta edição do reality show The X Factor. O grupo era formado por Aston Merrygold, Marvin Humes, Jonathan "JB" Gill e Oritsé Williams.
Após sua aparição no The X Factor, o JLS assinou com a Epic Records, e seus dois primeiros singles lançados, "Beat Again" e "Everybody in Love", alcançaram o topo da UK Singles Chart. Seu primeiro álbum, que leva o nome da banda, foi lançado em 9 de novembro de 2009, e certificado tripla platina no Reino Unido, pela venda de mais de um milhão de cópias. O JLS ganhou os prêmios de "Revelação Britânica" e "Single Britânico" (por "Beat Again") no BRIT Awards de 2010.
Em 2010, eles assinaram com a gravadora americana Jive Records, e lançaram "Everybody in Love" como seu primeiro single nos Estados Unidos. Eles trabalharam em seu segundo álbum de estúdio nos Estados Unidos. Outta This World foi lançado em novembro de 2010.

## Discografia

### Álbuns de estúdio
| Álbum            | Detalhes                                                                               | Posição | Posição | Posição | Posição | Posição | Vendas        | Certificações                       |
| Álbum            | Detalhes                                                                               | UK      | UK R&B  | IRE     | SCO     | EU      | Vendas        | Certificações                       |
| ---------------- | -------------------------------------------------------------------------------------- | ------- | ------- | ------- | ------- | ------- | ------------- | ----------------------------------- |
| JLS              | - Lançamento: 9 de novembro de 2009 - Gravadora: Epic - Formatos: CD, download digital | 1       | 1       | 1       | 2       | 8       | - : 1,400,000 | - BIP: 4× Platina - IRE: 2× Platina |
| Outta This World | - Lançamento: 22 de novembro 2010 - Gravadora: Epic - Formatos: CD, download digital   | 2       | 1       | 4       | 3       | 10      | - : 650,000   | - BIP: 2× Platina - IRE: Platina    |
| Jukebox          | - Lançamento: 14 de novembro 2011 - Gravadora: Epic - Formatos: CD, download digital   | 2       | 1       | 5       | 2       | —       | - : 300,000   | - BIP: Platina - IRE: Ouro          |
| Evolution        | - Lançamento: 5 de novembro 2012 - Gravadora: Epic - Formatos: CD, download digital    | 3       | 1       | 7       | 5       | —       | - : 100,000   | - BIP: Ouro                         |

## Singles
| Single                              | Ano  | Posição | Posição | Posição | Posição | Posição | Certificações | Álbum                      |
| Single                              | Ano  | UK      | UK R&B  | IRE     | SCO     | EU      | Certificações | Álbum                      |
| ----------------------------------- | ---- | ------- | ------- | ------- | ------- | ------- | ------------- | -------------------------- |
| "Beat Again"                        | 2009 | 1       | —       | 3       | —       | 4       | - UK: Platina | JLS                        |
| "Everybody in Love"                 | 2009 | 1       | 1       | 2       | 1       | 4       | - UK: Ouro    | JLS                        |
| "One Shot"                          | 2010 | 6       | —       | 11      | 7       | 21      | - UK: Prata   | JLS                        |
| "The Club Is Alive"                 | 2010 | 1       | 1       | 4       | 1       | 8       | - UK: Prata   | Outta This World           |
| "Love You More"                     | 2010 | 1       | —       | 12      | 1       | 7       | - UK: Prata   | Outta This World           |
| "Eyes Wide Shut" (com Tinie Tempah) | 2011 | 8       | 3       | 14      | 8       | —       | - UK: Prata   | Outta This World           |
| "She Makes Me Wanna" (com Dev)      | 2011 | 1       | 1       | 2       | 1       | 9       | - UK: Prata   | Jukebox                    |
| "Take a Chance on Me""              | 2011 | 2       | 1       | 13      | 2       | —       |               | Jukebox                    |
| "Do You Feel What I Feel?"          | 2012 | 16      | 6       | 29      | 15      | —       |               | Jukebox                    |
| "Proud"                             | 2012 | 6       | —       | 28      | 6       | —       |               | Goodbye: The Greatest Hits |
| "Hottest Girl in the World"         | 2012 | 6       | 3       | 22      | 9       | —       |               | Evolution                  |
| "Hold Me Down / Give Me Life"       | 2012 | 112     | 13      | —       | —       | —       |               | Evolution                  |
| "Billion Lights"                    | 2013 | 19      | —       | 31      | 15      | —       |               | Goodbye: The Greatest Hits |

### Colaborações
| Single                                      | Ano  | Posição | Posição | Posição | Posição | Certificações  | Álbum |
| Single                                      | Ano  | UK      | IRE     | EU      | SCO     | Certificações  | Álbum |
| ------------------------------------------- | ---- | ------- | ------- | ------- | ------- | -------------- | ----- |
| "Hero" (para o "The X Factor" - Finalistas) | 2008 | 1       | 1       | 8       | —       | - : 2× Platina |       |
| "Everybody Hurts" (para o Helping Haiti)    | 2010 | 1       | 1       | 4       | 1       |                |       |